# Violeta G. Ivanova
Violeta Ivanova (Виолета Иванова) é uma astrónoma búlgara.

## Biografia
Ivanova está creditada pelo Centro de Planetas Menores como a descobridora de 14 asteróides entre 1984 e 1988. Trabalha no Instituto de Astronomia da Academia Búlgara de Ciências, realizando suas descobertas no Observatório Smolyan, procedente do Observatório Astronómico Nacional de Rozhen (no monte Rozhen, situado nas montanhas Ródope) pouco depois de 2002.
Em algumas ocasiões assina como Violeta G. Ivanova. Não deve ser confundida com V. V. Ivanova (que também assina como V. F. Ivanova), pertencente ao Instituto de Físicas da Universidade de São Petersburgo, Rússia (anteriormente com o Institut Geokhimii i Analiticheskoi Khimii; Instituto de Geoquímica e Química Analítica Vernadskii de Moscovo).

## Epónimo
- O asteróide coroniano (4365) Ivanova leva este nome em sua honra desde 25 de agosto de 1991.[3]